# Кадамжайский район
Кадамжа́йский район (кирг. Кадамжай району) — один из трёх административных районов Баткенской области Кыргызстана. Административный центр района — город Кадамжай (до 2012 года административным центром являлось село Пульгон).

## География
На западе граничит с Сохским районом-эксклавом Узбекистана и Баткенским районом Баткенской области, на востоке и юге — с Ошской областью Кыргызстана, на севере — с Ферганским районом Ферганской области Узбекистана. Район также окружает территорию-эксклав Узбекистана — Шахимардан (Ёрдан или Иордан), относящийся к Ферганскому району Ферганской области Узбекистана.

## История
Образован 2 марта 1938 года как Халмионский район. 19 октября 1940 переименован во Фрунзенский район. 26 ноября 1959 года к Кадамжайскому району была присоединена часть территории упразднённого Уч-Коргонского района. В 1992 году район получил современное название Кадамжайский район.

## Население
По данным переписи населения Кыргызстана 2009 года, киргизы составляют 116 312 человек из 157 597 жителей района (или 73,8 %), таджики — 19 448 человека или 12,3 %, узбеки — 19 163 человека или 12,2 %, русские — 1239 человека или 0,8 %, турки — 318 человека или 0,2 %, татары — 245 человека или 0,2 %, хемшилы — 232 человека или 0,2 %.

## Административно-территориальное деление
В состав Кадамжайского района входят 2 города районного значения, 13 аильных (сельских) округов и 115 аилов (сёл).

Города районного значения:
- Айдаркен;
- Кадамжай.

Айылы (села) в составе города Кадамжай:
- Пульгон, Таш-Кыя, Чал-Таш.

Аильные (сельские) округа:
- Ак-Турпакский аильный округ: Джаны-Жер (центр), Ак-Турпак, Джаны-Джер[4], Калача, Кара-Тумшук, Кызыл-Коргон, Отукчу, Сары-Камыш, Токой, Чогорок, Чон-Кара, Жаш-Тилек, Орукзар, Мин-Чынар, Келечек;
- Бирликский аильный округ: Ормош (центр), Бель, Джал, Джаны-Коргон, Кичи-Айдаркен, Моло, Сур, Сырт, Тескей, Чечме, Эшме, Жаны-Сырт, Ынтымак;
- Абсамат Масалиевский аильный округ: Кара-Дебе (центр), Олагыш, Какыр, Кожо, Кон, Алыш, Таш-Коргон, Лесхоз;
- Молдо-Ниязский аильный округ: Алга (центр), Кызыл-Булак, Ак-Кия, Гайрат, Джалгыз-Булак, Кара-Оот, Кара-Шоро, Кескен-Таш, Кетерме, Тамаша, Лангар, Адыр, Бексе[4], Мыргылжек[4], Шак-Шак, Шыбран, Чункур-Кыштак, Жаны-Чек, Кыргыз-Кыштак (центр), Кожо-Корум, Кайтпас, Бюргендю ОПХ, Бюргендю ПМК, Советский;
- Майданский аильный округ: Айрыбаз (центр),Кара-Джыгач, Арпа-Сай, Достук, Кек-Талаа, Маяк, Пылдырак, Кара-Джыгач, Аустан, Кара-Кыштак, Кароол, Кереге-Таш, Майдан, Пум, Кара-Добо, Исфайрам, Сары-Алтын, Бак, Акимбек, Жаны-Абад;
- Орозбековский аильный округ: Орозбеково (центр), Кулду, Кош-Добо, Кудук, Ондуруш, Сары-Талаа, Учкун;
- Уч-Коргонский аильный округ: Уч-Коргон (центр), Тегирмеч, Какыр, Калача, Калтак, Сулайманабад, Разъезд, Сухана, Чаувай, Боз, Камбарабад, Тажик-Кыштак, Чаувай
- Исхак-Полотханский аильный округ: Жениш (центр), Баймаала, Гулдуромо, Джаны-Айыл, Джошук, Ирилеш, Кек-Тал, Курулуш, Ак-Орго, Таш-Добо, Ынтымак, Чекелик, Шады.

Примечание: Кызыл-Кия является городом областного значения Баткенской области, села Караван, Ак-Булак и Джин-Джиген включены в состав города Кызыл-Кия.

## Достопримечательности
В окрестностях Хайдаркана расположена пещера Сель-Ункур, известная археологическими находками. Найденные советскими археологами в 1980-х годах в пещере антропологические материалы (череп, зубы и плечевая кость человека) были предположительно интерпретированы, как принадлежащие человеку одной из архаичных эректоидных форм.
Предложенная тогда же достаточно спорная датировка комплекса возрастом более 1 млн лет назад, в свете последних данных не подтверждается. Российскими исследователями зубы и плечевая кость датируются возрастом 126 тыс. лет назад.